# 加藤 (小惑星)
加藤（かとう、5743 Kato）は小惑星帯に位置する小惑星。静岡県の裾野観測所で、秋山万喜夫と古田俊正が発見した。
8,000メートル峰に4度、エベレストに3度の登頂を果たした日本の登山家で、1982年にエベレストで消息を絶った加藤保男から命名された。